# Аттила (опера)
«Атти́ла» (итал. Attila) — опера Джузеппе Верди в трёх актах с прологом на итальянское либретто Темистокле Солера, основанном на пьесе немецкого драматурга Захариаса Вернера «Аттила, король гуннов».
Премьера оперы состоялась 17 марта 1846 года в театре Ла Фениче в Венеции. В тот момент Венеция находилась в составе Австрийской империи, и патриотическая опера о борьбе жителей Адриатики против захватчиков вызвала общественный резонанс.

## История создания
В сентябре 1845 года Верди, вернувшись из Буссето в Милан, начал думать о сюжете для своей новой оперы «Аттила». Его внимание привлекла пьеса Вернера, где обыгрывается рассказ о смерти Аттилы от руки жены, который приведён у Марцеллина Комита (VI в.) и хорошо известен благодаря германскому эпосу.
Создание либретто композитор доверил Франческо Пьяве, с которым уже работал и ранее. В задачу поэта входило перевести с немецкого на итальянский текст пьесы Вернера. Однако вскоре композитор, видимо, не вполне удовлетворенный работой Пьяве, передал незаконченную рукопись Солере. Когда же Солера, так и не закончив перевод, уехал в Барселону, композитор был вынужден вернуть текст для завершения Пьяве.
Приехав в Венецию в начале 1846 года, композитор закончил работу над партитурой, и уже 17 марта 1846 года опера, обыгрывающая обстоятельства основания Венеции, была показана на сцене театра Ла Фениче.

## Действующие лица
| Роль                              | Голос   |
| --------------------------------- | ------- |
| Аттила, король гуннов             | бас     |
| Ульдино, бретонец, раб Аттилы     | тенор   |
| Одабелла, дочь наместника Аквилеи | сопрано |
| Эцио, римский военачальник        | баритон |
| Форесто, аквилейский воин         | тенор   |
| Леоне, римский епископ            | бас     |

## Сюжет

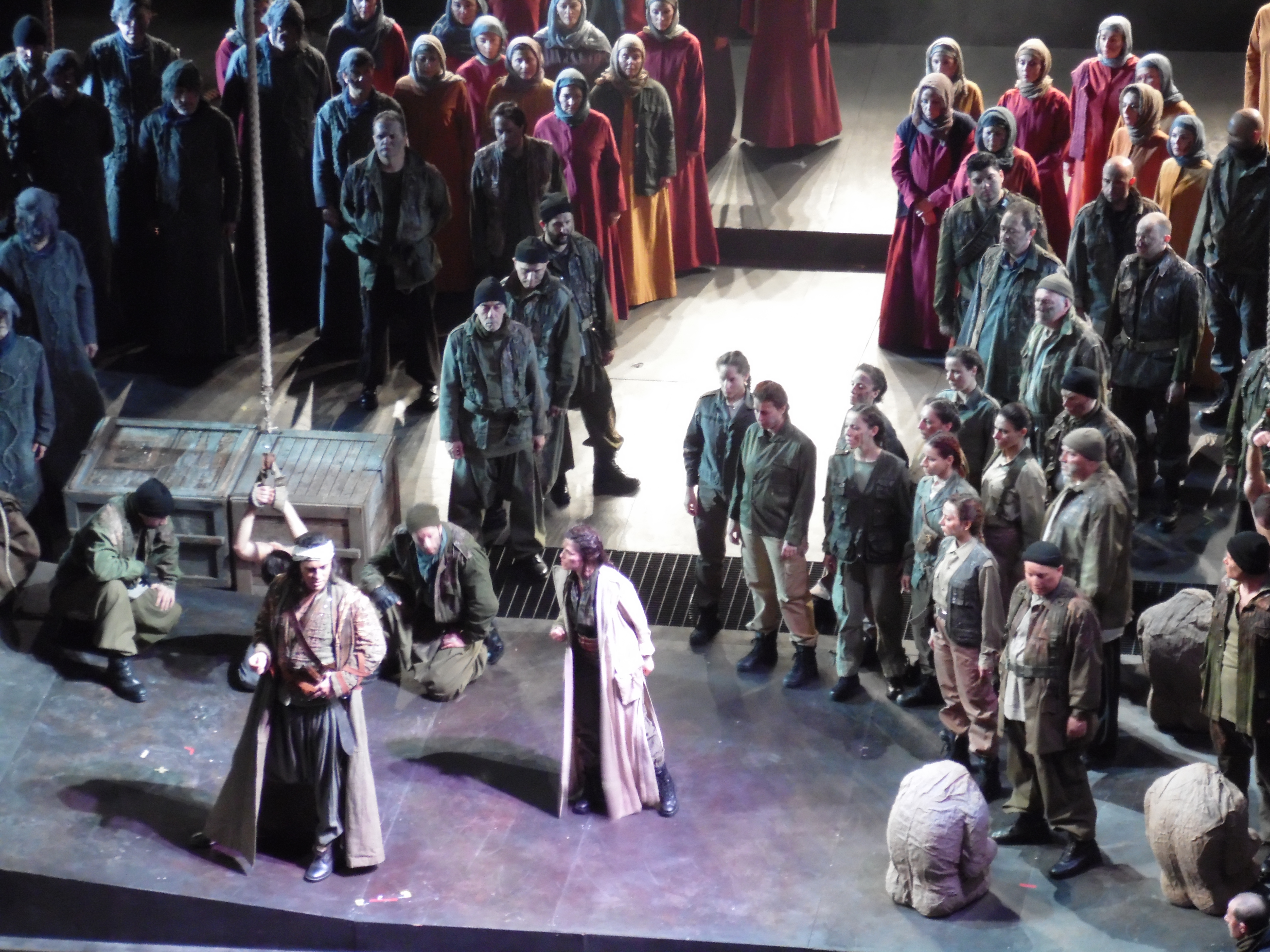
Постановка 2016 года в театре Массимо

Действие происходит в середине V века в Аквилее (на берегу лагуны Адриатического моря) и около Рима.
В прологе Аттила, предводитель гуннов, вторгается в Италию, захватывая в плен Одабеллу — дочь погибшего правителя Аквилеи. Её отвага поражает завоевателя, и он, вручив девушке свой меч, включает её в свиту. Римский полководец Эцио предлагает Аттиле союз против императора, но получает отказ. Тем временем жених Одабеллы, Форесто, призывает беженцев из Аквилеи основать новый город — будущую Венецию.
В первом действии Одабелла тайно встречается с Форесто, пытаясь убедить его, что остаётся верной родине и лишь выжидает момент для мести. Аттилу терзает видение: во сне старец исполинского роста преградил путь его войску к Риму. Ужас охватывает вождя, когда пророческий сон воплощается — в лагерь является Леоне, чей облик совпадает с образом старца. Потрясённый Аттила отказывается от штурма Вечного города.
Во втором действии Форесто и Эцио, приглашённые на пир к Аттиле, готовят заговор. Форесто раскрывает план отравить вождя ночью, пока римляне атакуют лагерь. Однако Одабелла, желая лично свершить возмездие, спасает Аттилу, предупредив об угрозе. В ярости завоеватель объявляет, что назавтра возьмёт её в жёны, а затем двинется на Рим. Девушка успевает уговорить Форесто бежать, пока гунны празднуют.
В третьем действии во время свадебного обряда лагерь окружают римские войска. В хаосе битвы Одабелла, воспользовавшись мечом, подаренным самим Аттилой, наносит ему смертельный удар, исполняя клятву мести за родину и погибшего отца.